# ワシリー・ルデンコフ
ワシリー・ワシーリエヴィチ・ルデンコフ（英語: Vasily Vasilievich Rudenkov、ロシア語: Василий Васильевич Руденков、1931年5月7日 - 1982年11月2日）は、ソビエト連邦の元陸上競技選手である。彼は、1960年に開催された1960年ローマオリンピックの男子ハンマー投で金メダルを獲得した。

## 経歴
ベラルーシのジュウォビンで生まれ、モスクワのDynamo Sports Club（en:Dynamo Sports Club）でハンマー投の訓練を積んだ。1960年、ローマオリンピックのソビエト連邦代表の男子ハンマー投代表に選出されて、オリンピックに初出場を果たした。
ローマオリンピックの男子ハンマー投競技は、スタディオ・オリンピコ・ディ・ローマを会場として1960年9月2日（予選）、9月3日（決勝）の日程で実施され、26の国と地域から33人の選手が出場した。ルデンコフは予選の第1投てきで、前回1956年メルボルンオリンピックでの同種目の金メダリストであるアメリカ代表のハロルド・コノリーが持っていたオリンピック記録（63.19メートル）を大きく更新する67.03メートルを投げ、予選を1位で通過した。翌日の決勝には、予選通過基準60メートル以上の投てきに成功した15人の選手が進んだ。ルデンコフは第3投てきで前日の記録をさらに更新する67.10メートルを投げ、ハンガリー代表のジュラ・ジボツキーなどを抑えて金メダルの栄誉に輝いた。同年には、労働赤旗勲章（en:Order of the Red Banner of Labour）を授与されている。